# Goitzsche Front
Goitzsche Front ist eine Deutschrock-Band aus der Stadt Bitterfeld-Wolfen in Sachsen-Anhalt. Mit ihrem Album Deines Glückes Schmied erreichten sie im Februar 2018 Platz 1 der deutschen Album-Charts, Ostgold gelang im Januar 2020 der Einstieg auf Platz 2.

## Geschichte
Die Band wurde 2009 in einer Bitterfeld-Wolfener Kneipe gegründet. Sie trat zunächst als reine Coverband in Erscheinung. Im weiteren Verlauf begannen die Mitglieder, eigene Songs mit Punkrock-Einflüssen zu schreiben. Inspiriert wurden sie insbesondere von Böhse Onkelz, Berliner Weisse und Verlorene Jungs.
Anfang 2012 entstand die Idee, ein eigenes Album herauszubringen, und im April desselben Jahres begannen die Aufnahmen im Studio. Heraus kam dabei das Debütalbum Musik ist mein Blut beim Label KB-Records. Mit ihrem dritten Album Mo[nu]ment, das unter dem D.O.R.-Label veröffentlicht wurde, gelang ihnen erstmals der Einstieg in die deutschen Albumcharts. Es folgten die Alben Deines Glückes Schmied (Januar 2018) und Ostgold (3. Januar 2020).
Anfang Februar 2023 erklärte der Schlagzeuger Tom Neubauer seinen Abschied von der Band aus persönlichen Gründen.

## Auftritte und Tourneen

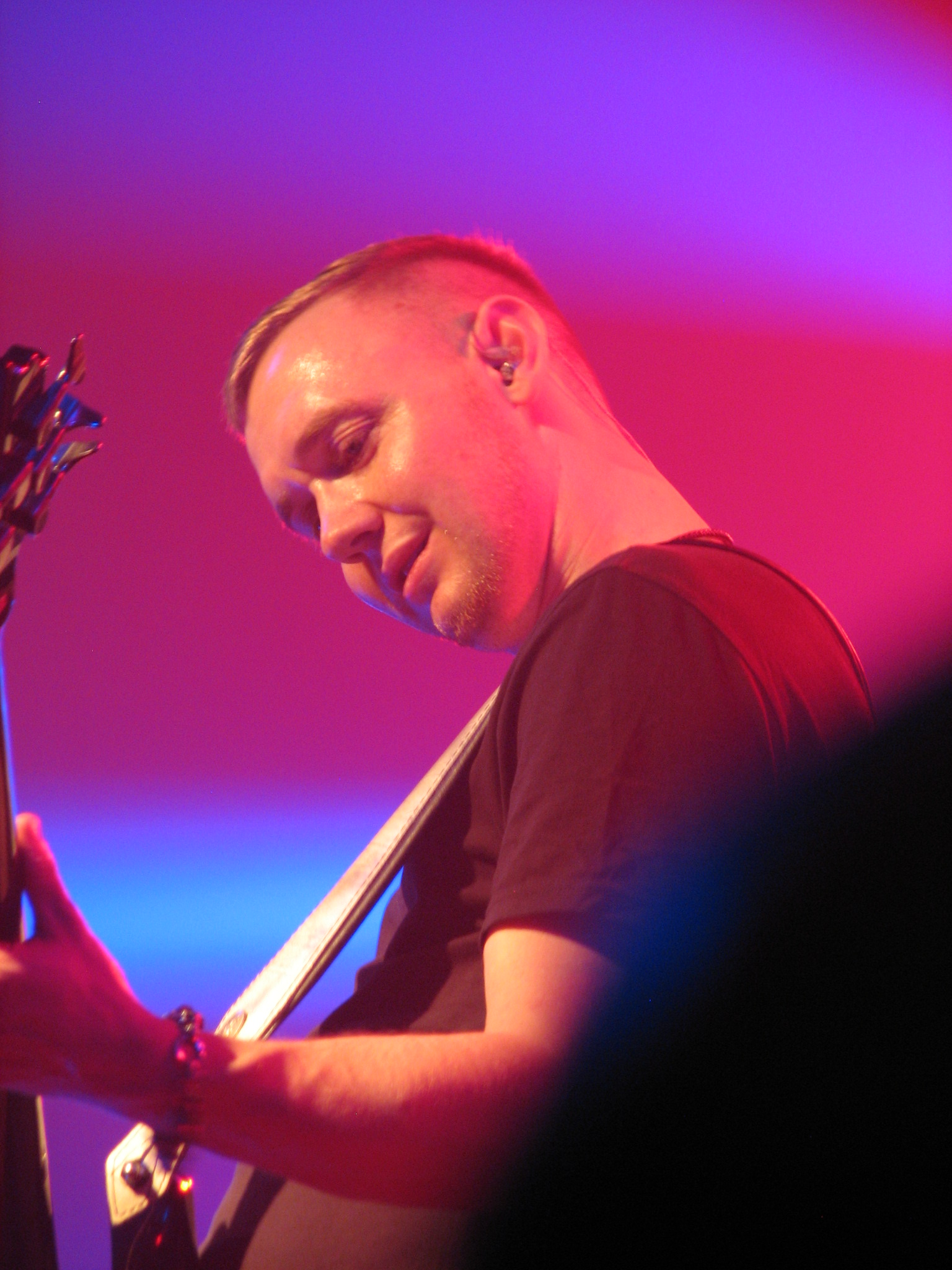
Christian „Ulze“ Schulze, Bass

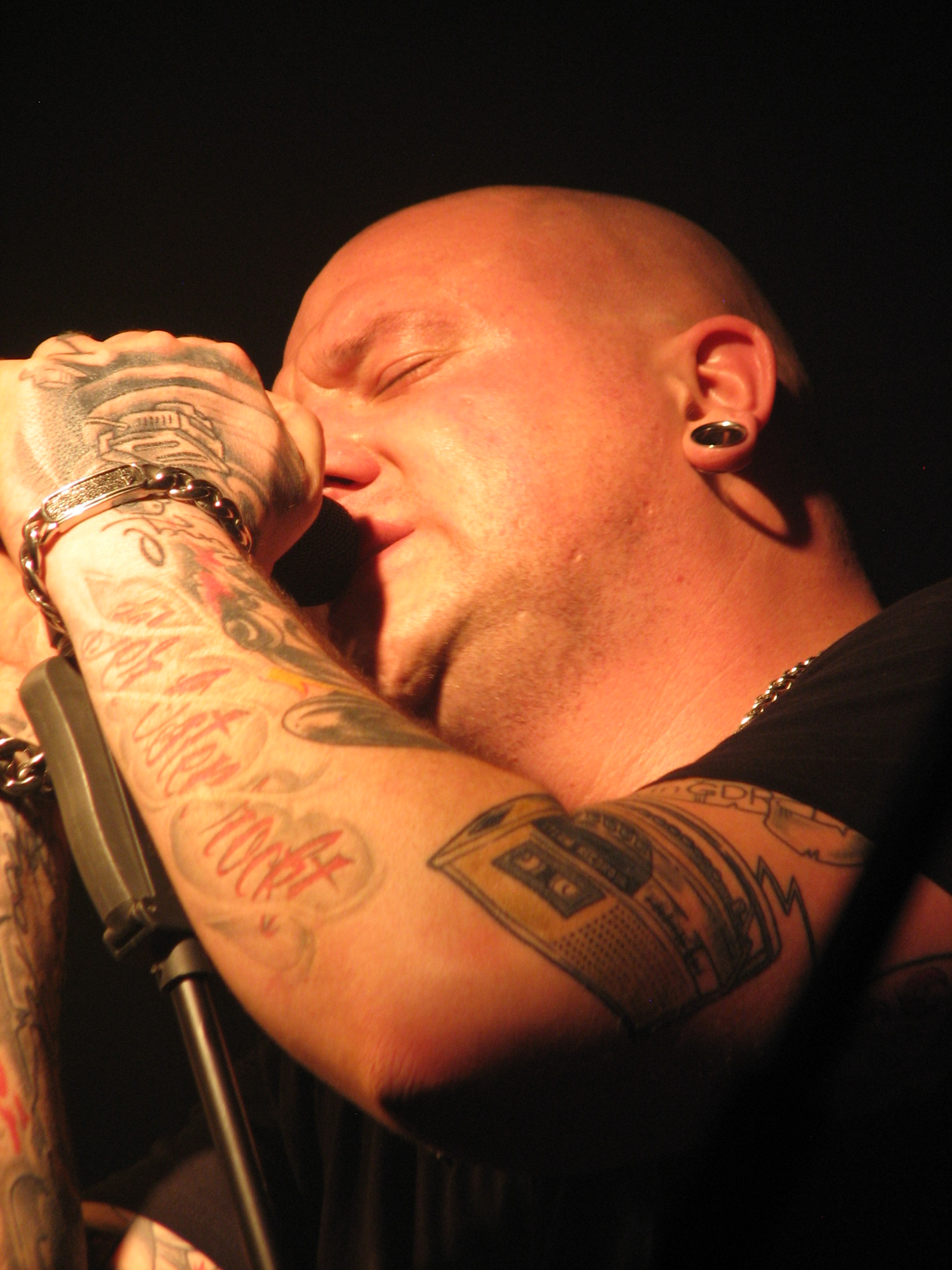
Pascal „Bocki“ Bock, Gesang

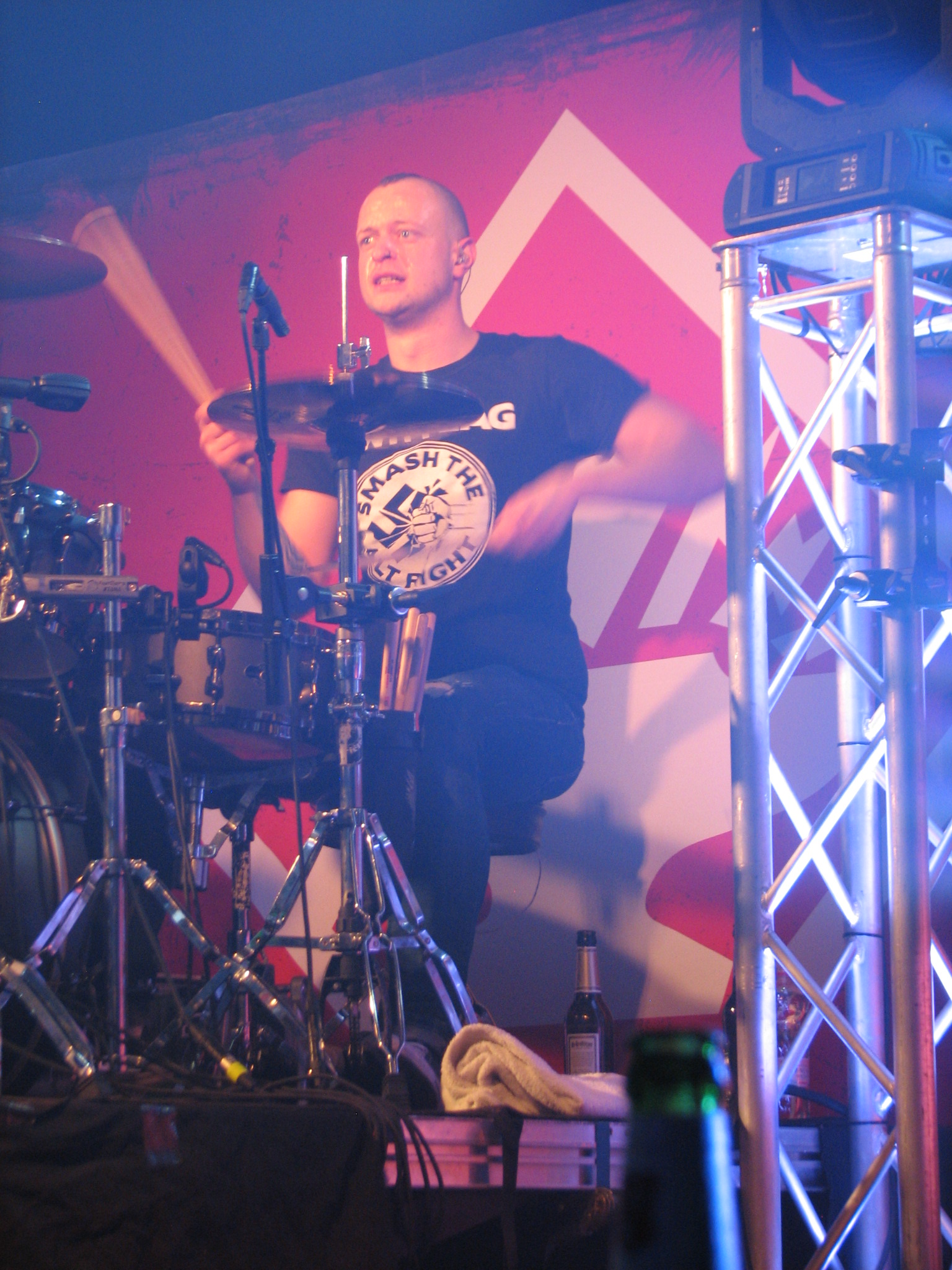
Tom „TT“ Neubauer, Schlagzeug

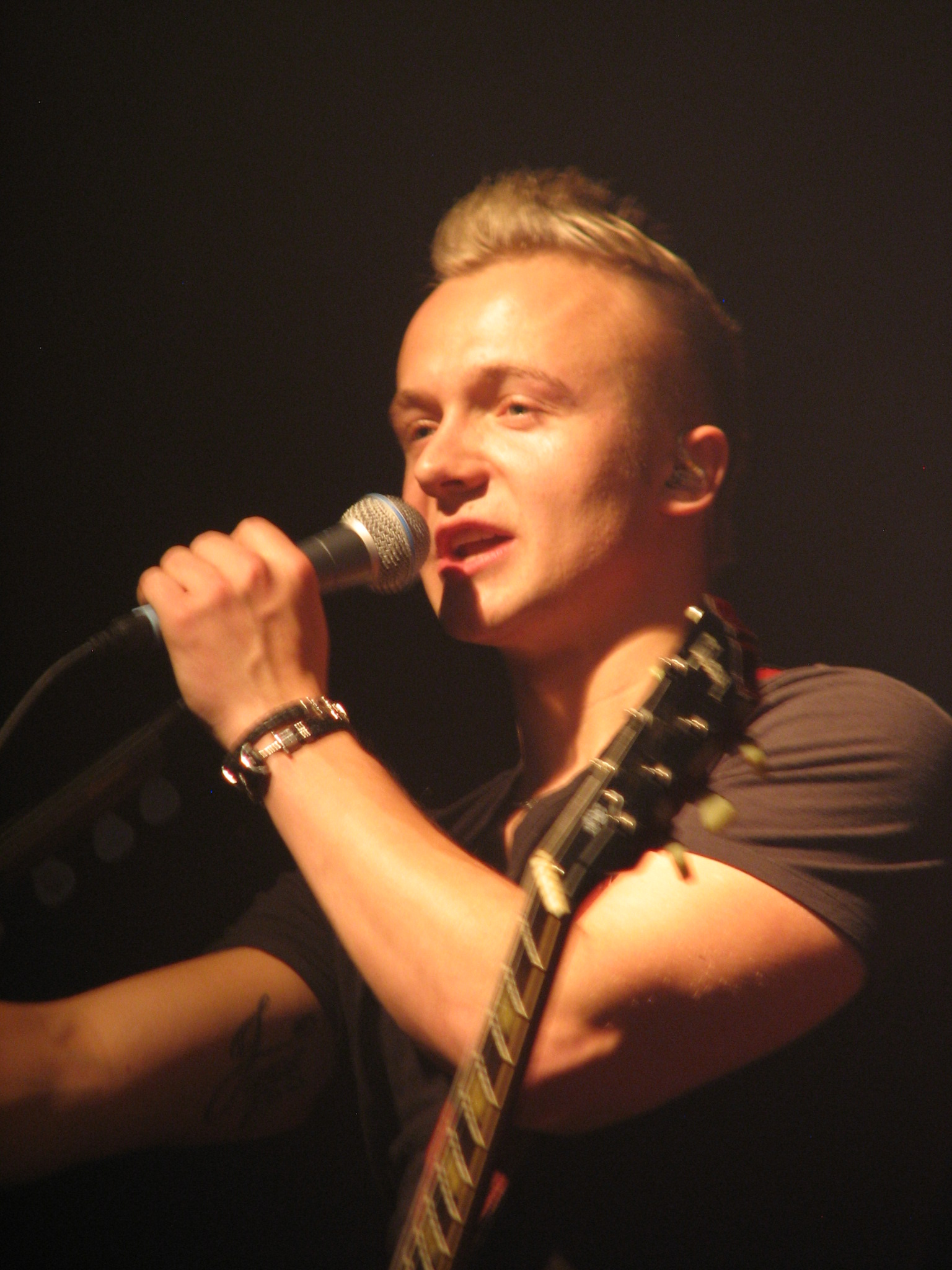
Maximilian „Maxi“ Beuster, Gitarre

Erste Auftritte hatte die Band im kleinen Kreis vor Freunden und Familie, ehe später größere Auftritte auf dem Spreewaldrock Festival, dem Back to the Streets Festival oder dem 20 Jahre KrawallBrüder-Konzert folgten.
2015 begann zum Release des Albums die Aus Ruinen Tour 2015 sowie weitere Auftritte auf der „Größten Onkelz Nacht Deutschlands“ (G.O.N.D.) oder dem Krautlaut-Festival. Im Jahr 2016 fanden unter anderem Auftritte der Band auf dem Alpen Flair Festival in Südtirol, der G.O.N.D., dem With Full Force und dem Summer Breeze statt.
Im Februar und März 2018 folgten der Veröffentlichung des Albums Deines Glückes Schmied einige Konzerte. Von Ende März bis Ende April 2018 waren die Musiker als Vorband von Frei.Wild auf Konzerttournee in Deutschland, den Niederlanden, Österreich, der Schweiz und Italien unterwegs. Vom 6. bis 10. Juni 2019 gab es die Tour „Der Osten rockt“ mit Autokorso der Fans von Oberwiesenthal über Oschatz, Stendal und Eberswalde nach Peenemünde – mit dabei als Special Guest war Maschine, langjähriger Sänger und Gitarrist der Puhdys.
Von Januar bis März 2020 folgte die Ostgold-Tour mit Auftritten in 14 deutschen Städten und in Wien.
Das Management der Band verantwortet die Newado entertainment GmbH, der Band-Manager ist Steven Dornbusch (Oschatz/Leipzig).

## Diskografie

### Alben
- 2012: Musik ist mein Blut (KB-Records)
- 2015: … aus Ruinen (D.O.R./Soulfood)
- 2016: Mo[nu]ment (D.O.R./Soulfood)
- 2018: Deines Glückes Schmied (D.O.R./Soulfood)
- 2020: Ostgold (D.O.R./Soulfood)
- 2020: Live in Berlin
- 2021: Ostgold 25 Karat (D.O.R./Soulfood)
- 2024: Jugend von gestern

### Singles
- 2015: Der Osten rockt! (7″ Vinyl, KB-Records)
- 2022: Jugend von gestern

## Name
Der Bandname setzt sich zusammen aus den Worten „Goitzsche“, dem Namen eines ehemaligen Braunkohletagebaus bei Bitterfeld-Wolfen sowie des daraus entstandenen Sees (genau wie die Band „Gottsche“ ausgesprochen), und „Front“, was in diesem Fall für den Zusammenhalt innerhalb der Band steht.

## Kulturbotschafter
Armin Schenk, der Oberbürgermeister von Bitterfeld-Wolfen, hat im Januar 2024 die Band Goitzsche Front zum offiziellen Kulturbotschafter der Stadt ernannt.

## Soziales Engagement
Goitzsche Front unterstützt das „Haus Einetal“ – eine Einrichtung für Suchtkranke im Harz, zu der freundschaftliche Beziehungen bestehen.